# Jeep Cherokee (XJ)

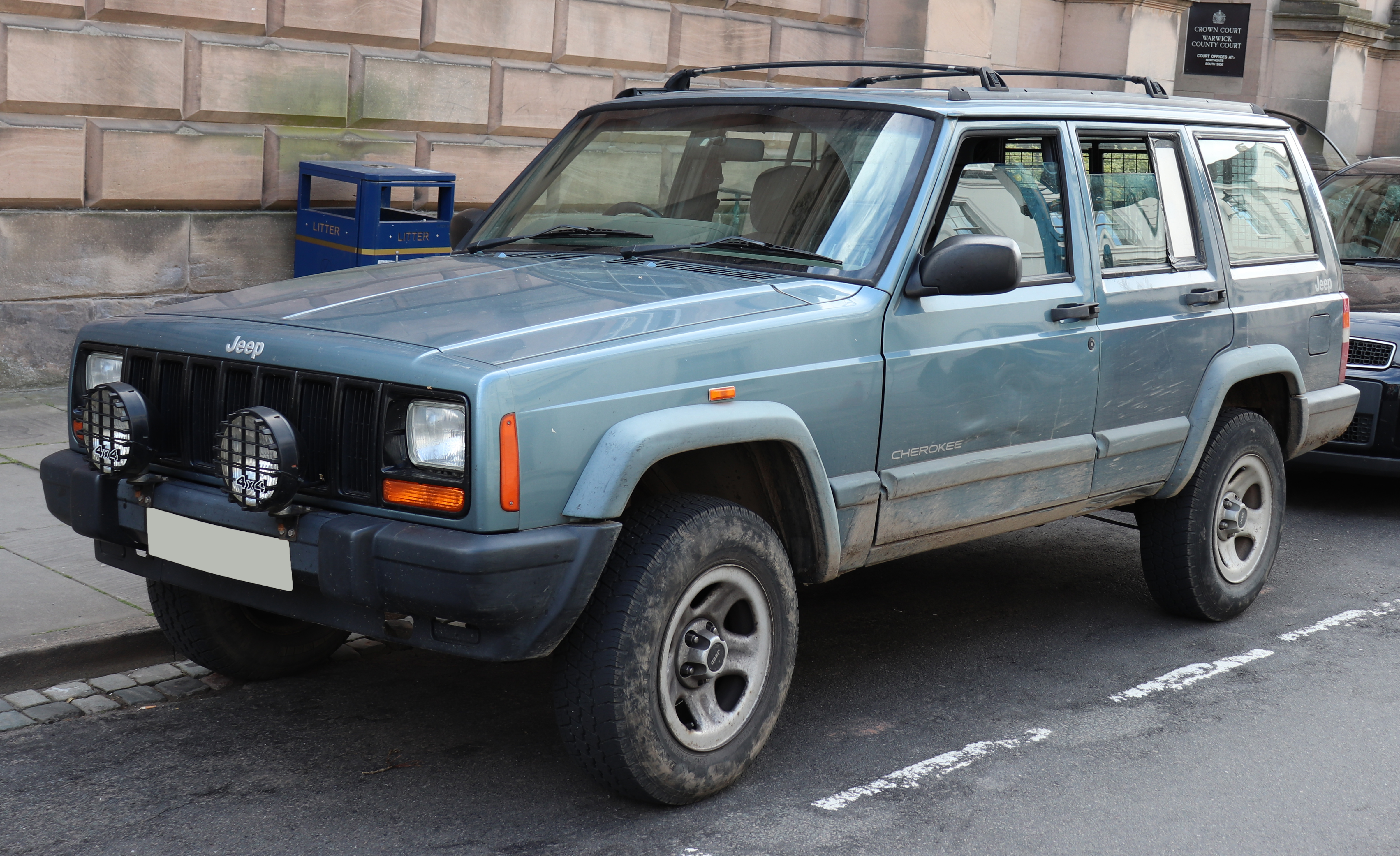
Jeep Cherokee (facelift)

O Cherokee é um SUV compacto, produzido pela Jeep entre 1984 e 2001, nos Estados Unidos. Sucedeu ao Cherokee SJ e foi substituído pelo Liberty.